# Bagliori ad Oriente
Bagliori ad Oriente (Thunder in the East) è un film del 1952 diretto da Charles Vidor.

## Trama
1947: dopo che l'India ha ottenuto l'indipendenza dal Regno Unito, il commerciante di armi americano Steve Gibbs cerca di vendere la propria merce a un maragià i cui beni sono minacciati da un attacco di banditi. Si oppone inoltre al primo ministro del maragià, il quale è un sostenitore della filosofia Gandhiana della non-violenza. Infine s'innamora di una donna cieca.

## Produzione
Il direttore della fotografia John Seitz venne sostituito, dopo due settimane di produzione, da Lee Garmes.